# Christos Zanteroglou
Christos Zanteroglou (en griego: Χρήστος Ζαντέρογλου; Nea Ionia, Grecia; 12 de julio de 1940 – 4 de marzo de 2023) fue un futbolista de Grecia que jugó en la posición de defensa.

## Carrera

### Club
| Periodo   | Club          |
| --------- | ------------- |
| 1955-1965 | Niki Volos FC |
| 1965-1970 | Olympiacos FC |
| 1970–1973 | Egaleo FC     |
| 1973–1975 | Atromitos FC  |

### Selección nacional
Jugó para Grecia en 13 ocasiones de 1964 a 1969.

## Logros
- Superliga de Grecia (2): 1965-66, 1966-67
- Copa de Grecia (1): 1967-68
- Copa de la Gran Grecia (1): 1969
- Campeonato de Ganadores de Asociaciones de Fútbol (1): 1960-61
- Campeonato de Tesalia (5): 1955–56, 1956–57, 1957–58, 1959–60, 1960–61